# Stanisław Bonifacy Mniszech

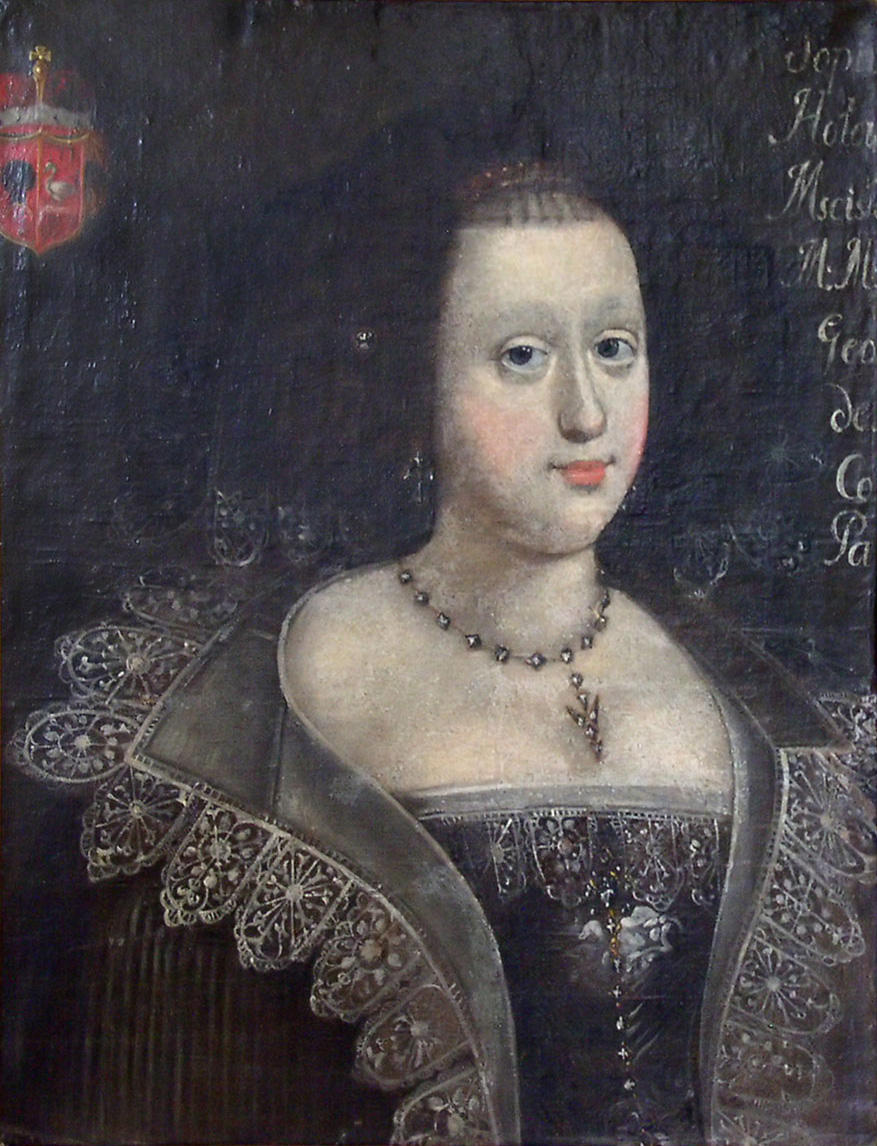
Zofia z książąt Hołowszczyńskich

Stanisław Bonifacy Mniszech  herbu własnego (ur. ok. 1580 roku – zm. w nocy z 19 na 20 grudnia 1644 roku) – starosta sanocki, starosta generalny ruski w latach 1613-1644, poseł, rotmistrz wojska powiatowego ziemi lwowskiej w 1632 roku.
Brat Maryny Mniszchównej – carowej Rosji, starosta sanocki, szczyrzycki.
Jego ojcem był Jerzy Mniszech, a dziadkiem  Mikołaj Mniszech (1484–1553) przybyły z Wielkich Kończyc na Morawach, bratem Franciszek Bernard Mniszech (ok. 1590-1661) starosta sanocki i kasztelan sądecki. 
Żoną jego została (ok. 1602/1603) Zofia z książąt Hołowszczyńskich, wdowa kasztelana bracławskiego Grzegorza Sanguszki.
Studiował w Padwie w 1592 roku.
W 1610 r. bezskutecznie próbował namówić Dymitra Samozwańca II, aby współdziałał z królem Zygmuntem III.
Poseł na sejm 1611 roku z województwa ruskiego, mianowany komisarzem do uregulowania sporów na pograniczu polsko-węgierskim. Poseł województwa ruskiego na sejm 1621 roku. Poseł na sejm nadzwyczajny 1629 roku i sejm 1631 roku z województwa ruskiego.
Był uczestnikiem popisu pospolitego ruszenia ziemi lwowskiej i powiatu żydaczowskiego w 1621 roku.
Sędzia kapturowy ziemi lwowskiej w 1632 roku. Poseł na sejm koronacyjny 1633 roku, sejm zwyczajny 1635 roku, sejm zwyczajny 1637 roku, sejm nadzwyczajny 1637 roku, sejm 1638 roku, sejm 1639 roku, sejm 1642 roku.